# سيمبوزويلوس
سيمبوزويلوس (بالإنجليزية: Ciempozuelos)‏ هي بلدية ومدينة في منطقة الحكم الذاتي وتقع في منطقة مدريد في وسط إسبانيا. تبلغ مساحة هذه المدينة 49.64 (كم²)، ويبلغ عدد سكانها 23 716 نسمة حسب إحصاء سنة 2012 م.

## أعلام
- فينتورا رودريغيز
- خوان باوتيستا لازارو دي دييغو

## وصلات خارجية
- http://www.ayto-ciempozuelos.org/